# هارولد إدوارد ويلزي
هارولد إدوارد ويلزي هو سياسي كندي، ولد في 5 مايو 1896 في كندا، وتوفي في 20 مايو 1943 في كندا بسبب غرق. حزبياً، نشط في حزب أونتاريو المحافظ التقدمي. وقد انتخب عضو برلمان مقاطعة أونتاريو.